# Loyce Biira Bwambale
Loyce Biira Bwambale là cựu thành viên của Quốc hội Liên minh châu Phi từ Uganda.
bà đã từng là một giáo viên, và cũng từng là Thứ trưởng Bộ Giới từ năm 1992 đến 1994 và là thành viên của Quốc hội Uganda từ năm 1996 đến 2001.
Bà là thủ tướng của vương quốc Rwenzururu và là thành viên của Quốc hội cho quận Kasese từ năm 1989 đến 2006 trước khi bà gia nhập vương quốc Rwenzururu với tư cách là Phó Thủ tướng đầu tiên vào năm 2010.

## Giáo dục
Loyce Biira Bwambale được sinh ra ở quận Kasese ở phía tây của Uganda vào năm 1952. Bà đã hoàn thành Trường tiểu học của mình từ Trường tiểu học Bwera, ở Bwera vào năm 1967. Trong thời gian từ năm 1968 đến năm 1971, bà theo học trường trung học nữ Kyebambe từ S1 đến S4. Từ năm 1972 đến năm 1974, bà đã học cho chiếc S5 và S6 của mình tại trường trung học Nabumali.
Từ 1974 đến 1977, bà theo học tại Đại học Makerere, nơi bà có bằng cấp đầu tiên, BSC [Botany & Zoology] (Hon) với bằng Cao đẳng Giáo dục (Hạng nhất).